# Apamea radicea
Apamea radicea là một loài bướm đêm trong họ Noctuidae.